# 長沙六一慘案
長沙六一慘案，又名六一慘案、長沙伏見艦肇事案 ，是於1923年6月1日在長沙因日本船舶停靠上的外交糾紛而發生的槍擊慘案。

## 事件背景
1923年3月27日，於清末租借給沙俄後又因為日俄戰爭依中日會議東三省事宜條約轉讓給日本的旅順、大連兩港的租約到期，中華民國向日本提議收回，可日本方面對此以二十一條為憑據要求中國將租借期延長到九十九年，引發中國國內民眾對日本感到反感，進而自發性的對日本展開經濟上的抵制，所以在1923年3月25到26日，各地展開了大規模的遊行示威，其中以湖南民眾反應最為憤慨，3月29日，湖南的工團聯合會、學生聯合會和教育會、商會等團體開始發起遊行示威。其中當地的工會、中學、專門學校、小學及女校也積極響應，人數高達六萬人。5月4日，湖南工團聯合會聯絡商學各界等41個公團召開聯席會議組織成立了“湘外交後援會”並同時發行了《救國周刊》，總計22個工會參加。抵制日貨運動使日本在湖南企業損失慘重。其中常德市最為激烈，駐湖南日本領事不得不請求趙恆惕政府保護。

## 事發經過
1923年6月1日，當天，日本輪船武陵丸號入口停靠長沙的碼頭，船上華人因擔心遭群眾嘲笑亡國奴而不敢下船。中國外交後援會調查員前往介入，結果日本水兵用棍棒毆打檢查員及示威群眾，當場打傷3人。群眾因而聚集在碼頭和日本水兵對峙。下午，日本另一艄輪船金陵丸號抵達時，雙方又爆發衝突。這時停泊在湘江中的日艦伏見號上的水手用拖輪駛至碼頭並突然持槍上岸朝群眾射擊，當場射殺木工王煥廷、長沙國民小學學生黃漢卿2人，重傷9人，輕傷數十人，造成六一慘案。

## 事件餘波
當日，有2萬多名群眾參加了由外交後援會在省教育會展開的聚會。並對此向日本要求下列條件:
- 嚴懲日本駐湘領事
- 懲辦日本負責軍官和日艦艦長
- 日本撤離駐湘軍隊且不得駐湘
- 收回日本在湘租借的碼頭
- 撫卹死者並賠償傷者醫藥費

日本政府必須向中華民國謝罪
會後，群眾憤怒的抬著屍體遊行，並向時任湖南省長趙恆惕請願。湘外交後援會和湖南省議會均強烈譴責，一方面通令全國，一方面請外交部對日本當局嚴正交涉，1923年6月3日，許鴻、羅竺僧二人代表武漢外交委員會前來慰問，並希望明白事件真相。各地總會紛紛於幾日內召開會議，同時致電各省各報館以及駐華各國公使，請求聲援支持。最終因日方刻意拖延，而使長沙事件無疾而終，又成了一個沒有結果的懸案。